# Cône de l'apprentissage

Une représentation typique du cône d'apprentissage. Bien qu'il soit admis que l'augmentation des sens impliqués dans l'apprentissage laisserait plus de trace de celui-ci chez le sujet, les pourcentages donnés à gauche de l'image n'auraient pas de fondement scientifique.

Le cône de l'apprentissage (cone of Learning), également connu sous le nom de triangle de l'apprentissage, cône de l'expérience ou cône de Dale,, est un schéma, sous forme de pyramide, hiérarchisant différentes méthodes d'apprentissage.

## Origine
Le cône de l'expérience (Cone of Experience) est développé au cours des années 1940 par Edgar Dale. Ce dernier vise à donner un modèle intuitif du degré de concrétude de divers médias audiovisuels.
Le concept est la source de plusieurs réinterprétations ultérieures. Ainsi, l'image évolue avec le temps pour présenter de manière hiérarchique différentes formes d'apprentissage/enseignement avec des pourcentages de validité associés.

## Critiques
Le concept soulève certaines critiques. Ainsi, la quantification des étages du cône aurait été publiée pour la première fois en 1967 dans un article de magazine audio,,, sans que l'origine des chiffres n'ait été donnée. La « quantification » aurait été par la suite reprise sans discernement dans les interprétations ultérieures du modèle de Dale,.